# FK Mladost Doboj Kakanj
FK Mladost je bosanskohercegovački nogometni klub iz Doboja kod Kaknja.

## Povijest
Klub je osnovan 1959. godine na temeljima FK Doboj koji je bio osnovan 1956. i igrao u ligi radničko-sportskih igara općine Kakanj.
U sezoni 2009./10. su osvojili ligu Zeničko-dobojske županije i plasirali se u Drugu ligu FBiH – Centar u kojoj su u premijernoj sezoni osvojili 4. mjesto. U šesnaestini finala kupa BiH igrali su u sezoni 2008./09. U Prvu ligu FBiH plasirali su se u sezoni 2012./13. Nakon dvije sezone ostvaruju plasman u Premijer ligu BiH za sezonu 2015./16. U sezoni 2020./21. zauzeli su 9. mjesto u Premijer ligi, ali nisu dobili licencu za natjecanje te su izbačeni u niži rang natjecanja.
U sezoni 2023./24. zauzimaju posljednje mjesto u Prvoj ligi FBiH i ispadaju u Drugu ligu FBiH – Centar.